# Bert Nordberg

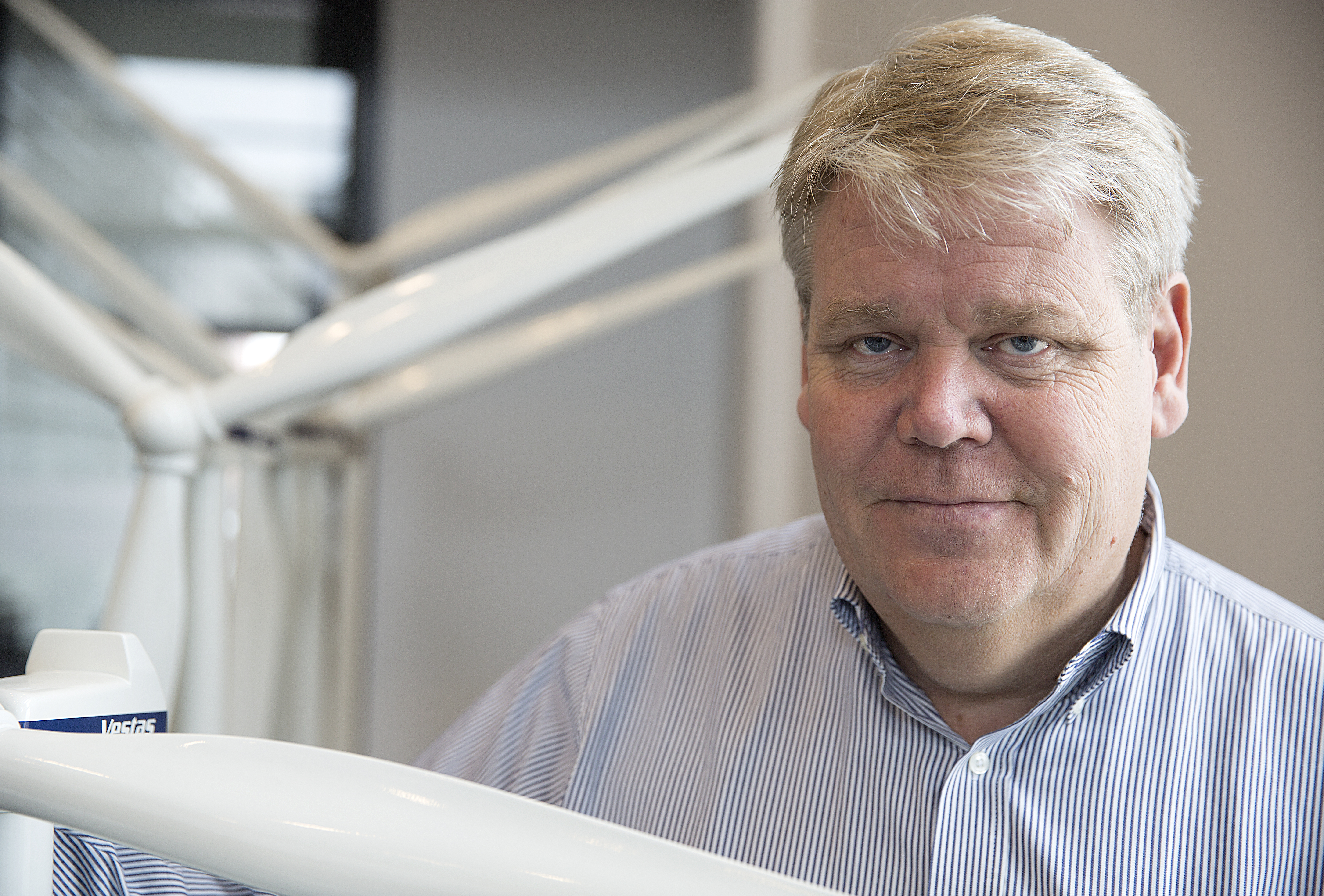
Bert Nordberg (2013).

Bert Nordberg (* 1956 in Malmö) ist ein schwedischer Ingenieur und Unternehmensleiter. Er war vom 1. September 2009 bis 16. Mai 2012 Präsident und CEO von Sony Mobile Communications.
Nordberg absolvierte 1978 einen Abschluss in Elektrotechnik und 1980 in Ingenieurwesen. Er nahm an Kursen für internationales Management, Finanzwesen und Marketing an der französischen Universität INSEAD teil. Von 1985 bis 1996 arbeitete er bei Data General und Digital Equipment Corporation. 1996 wechselte er von Enterprise Services zum schwedischen Telekommunikations-Unternehmen Ericsson und arbeitete seitdem in verschiedenen Positionen, u. a. war er von 1999 bis 2000 Executive Vice President bei Ericsson. Im September 2009 löste er Hideki Komiyama beim japanisch-schwedischen Unternehmen Sony Ericsson als Präsident ab.
Bert Nordberg war maßgeblich dafür verantwortlich, dass Sony Ericsson später komplett auf das Betriebssystem Android setzte. Zwar kündigte sein Unternehmen an, im Jahr 2011 neben Android-Handys erstmals auch Geräte mit Windows Phone anzubieten, jedoch kam die Entwicklung nicht über einen Prototyp hinaus. Nordberg erklärte mit Bezug auf den Funktionsumfang des Betriebssystems, Windows Phone sei einfach nicht so gut wie Android.  Man werde nicht in Windows Phone investieren.